# 도리아 팜필리 미술관

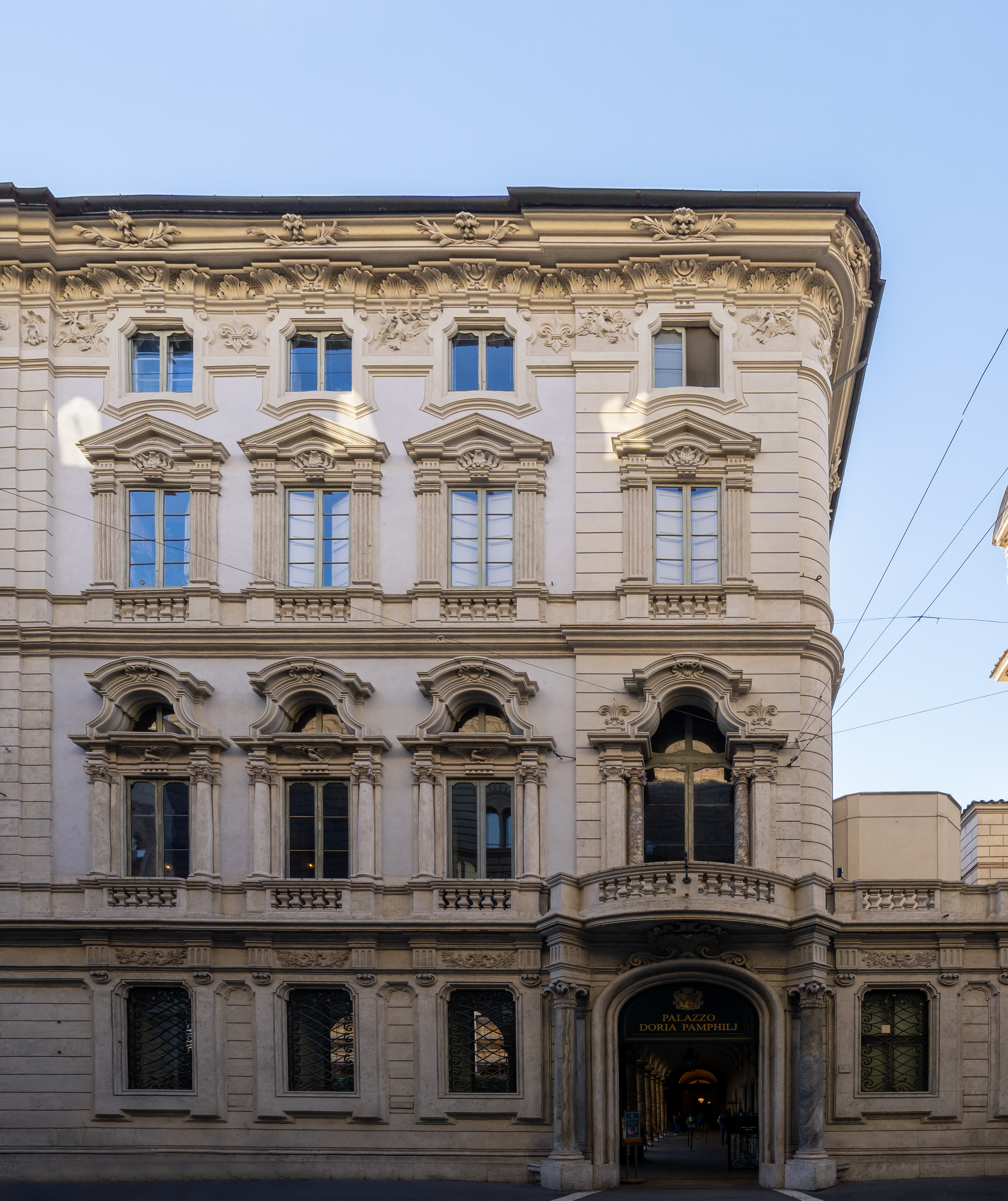
도리아 팜필리 미술관

도리아 팜필리 미술관(Doria Pamphilj Gallery)은 이탈리아 로마에 있는 미술관, 궁전이다. 벨라스케스의 교황 인노켄티우스 10세의 초상화 등 400여 편의 유명 회화가 있다.